# Municipio de Chestonia
El municipio de Chestonia (en inglés: Chestonia Township) es un municipio ubicado en el condado de Antrim en el estado estadounidense de Míchigan. En el año 2010 tenía una población de 511 habitantes y una densidad poblacional de 5,55 personas por km².

## Geografía
El municipio de Chestonia se encuentra ubicado en las coordenadas 44°59′46″N 85°1′56″O / 44.99611, -85.03222. Según la Oficina del Censo de los Estados Unidos, el municipio tiene una superficie total de 92.02 km², de la cual 91,36 km² corresponden a tierra firme y (0,72 %) 0,66 km² es agua.

## Demografía
Según el censo de 2010, había 511 personas residiendo en el municipio de Chestonia. La densidad de población era de 5,55 hab./km². De los 511 habitantes, el municipio de Chestonia estaba compuesto por el 96,09 % blancos, el 0,39 % eran afroamericanos, el 0,59 % eran amerindios, el 0,78 % eran de otras razas y el 2,15 % eran de una mezcla de razas. Del total de la población el 0,39 % eran hispanos o latinos de cualquier raza.